# Complejo K

Un huso del sueño y un complejo K.

En el electroencefalograma los complejos K corresponden a ondas lentas bifásicas, caracterizadas por una descarga lenta, negativa, de amplitud elevada y de una deflexión positiva.
Son complejos de ondas de alto voltaje y picudas que a menudo van seguidas con brotes de husos, los cuales se aprecian en su mayor plenitud sobre regiones central alta y parietal central.
También son ondas agudas, repentinas, que a diferencia de los spindles, suelen verse sólo durante la fase 2 del sueño.
- Datos: Q4994651